# 加藤外松
加藤外松（日语：加藤 外松/かとう そとまつ，1890年3月？日—1942年2月12日），日本外交官，曾担任日本驻加拿大、法国大使。

## 生平
1890年，出生于富山县高冈市。
1914年，任职外务省。
1923年，任欧美局第二课长。
1927年，任天津总领事。
1935年，任加拿大大使。
1938年，任驻满洲国使馆参事。
1939年，任驻中国大使。
1941年，任驻法国大使。
1942年，去世。